# Cristina Scuccia
Cristina Scuccia (trước đây được gọi là sơ Cristina theo tiếng Ý: suor Cristina) là một ca sĩ người Ý và cựu nữ tu dòng Ursuline, người đã giành được quán quân mùa giải 2014 của cuộc thi The Voice of Italy. Trước đó, nữ tu Cristina cũng đã chiến thắng tại cuộc thi Festival Tin mừng do kênh truyền hình Công giáo TV2000 của Hội đồng giám mục Ý tổ chức vào năm 2013. Khi xuất hiện tại The Voice of Italy, sơ được mọi người gọi là "nữ tu hát" (singing nun). Trong "Vòng giấu mặt cuộc thi The Voice of Italy", đã có hơn 40 triệu lượt người xem video Cristina Scuccia hát trên YouTube.

## Sự nghiệp
Cristina Scuccia sinh năm 1988 tại Vittoria. Năm 2009, Cristina là tập sinh làm việc ở Brasil trong hai năm để giúp trẻ em nghèo trước khi chính thức gia nhập hội dòng Ursuline. Từ  năm 2009 đến năm 2011, sơ Cristina được học nâng cao tại "Star Rose Academy" ở Roma. Giáo viên dạy Cristina hát là ca sĩ kiêm nhạc sĩ Franco Simone. Cristina lần đầu tiên xuất hiện trên truyền hình vào tháng 6 năm 2012 trong chương trình "Dizionario deihesiai" của Franco Simone, trên Gold TV ở Roma.

### Tại cuộc thiThe Voice of Italy
Năm 2014, Cristina Scuccia đăng ký tham gia cuộc thi hát The Voice of Italy, Cristina đã hát bài "No One" của Alicia Keys. Màn biểu diễn này của sơ đã nhận được hơn 104 triệu lượt xem trên YouTube. Cristina đã được rất nhiều khán giả và cả bốn giám khảo - Raffaella Carrà, J-Axe, Noemi và Piero Pelù yêu thích. Cristina đã chọn về Đội J-Axe. 
Trong suốt cuộc thi, Cristina đeo một cây thánh giá đơn giản quanh cổ, sơ đi giày đen và mặc áo dòng đen dài đến mắt cá chân.  Trong chương trình, Cristina đã hát "The Cup of Life "cùng với Ricky Martin. Cristina đã song ca với Kylie Minogue trong bài "Can't Get You Out of My Head". 
Trong trận chung kết, Cristina Scuccia đã giành được chiếc cúp với 62% tổng số bình chọn so với người đạt vị trí Á quân Giacomo Voli. Sau khi giành chiến thắng, Cristina Scuccia đã thốt lên cảm ơn Chúa và đọc Kinh Lạy Cha cùng với những người tổ chức chương trình và khán giả.
... Nếu lấy số lượng người xem trên YouTube trong một thời gian nhất định, nữ tu Cristina Scuccia đã nổi tiếng nhanh hơn cả Psy, người đã thể hiện bản "Gangnam Style" từng gây sốt trên Youtube.

#### Các tiết mục
Ngày 19 tháng 3 năm 2014: Buổi thi thử giọng, Bài hát "No One" của Alicia Keys.
Ngày 16 tháng 4 năm 2014: Bảng đấu vòng, vượt qua Luna Palumbo của đội J-Ax với bài "Girls Just Want to Have Fun" của Cyndi Lauper.
Ngày 24 tháng 4 năm 2014: vòng đấu loại trực tiếp,  Vượt qua Benedetta Giovagnini của đội J-Ax với bài "Hero" của Mariah Carey.
Ngày 07 tháng 5 năm 2014: Live show 1, Trình diễn bài "Flashdance... What a Feeling" của Irene Cara. Kết quả do huấn luyện viên quyết định.
Ngày 14 tháng 5 năm 2014: Live show 2, Trình diễn bài "Uno su mille" của Gianni Morandi. Kết quả do khán giả quyết định. 
Ngày 21 tháng 5 năm 2014: Live show 3, Trình diễn bài "Livin' on a Prayer" của Bon Jovi. Kết quả do khán giả quyết định.
Ngày 28 tháng 5 năm 2014: Bán kết, Vượt qua Dylan Magon với bài "(I've Had) The Time of My Life" của Bill Medley và Jennifer Warnes.
05 tháng 6 năm 2014: Chung kết, 
Giai đoạn 1: Vượt qua Giorgia Pino với các bài "Beautiful That Way", "Gli anni" (hát với huấn luyện viên J-Ax) và bài hát mới "Lungo la riva".
Giai đoạn 2: Vượt qua Tommaso Pini với bài "No One".
Giai đoạn 3: Vượt qua Giacomo Voli với bài "Flashdance... What a Feeling" với kết quả đạt 62,30% số phiếu bình chọn.

#### Câu nói
Khi trả lời phỏng vấn chương trình Arena trên kênh RAI ngày 23 tháng 3 năm 2014, Cristina Scuccia đã giải thích lý do sơ tham gia chương trình The Voice of Italy:
| “                   | Tôi tham gia bởi tôi muốn đại diện cho lớp trẻ hiện nay và nếu tôi muốn đại diện cho họ, tôi phải đến với họ. Ý tưởng góp mặt vào chương trình này xuất hiện sau khi đức Giáo hoàng Phanxicô kêu gọi chúng tôi mang tiếng nói của Chúa đến với mọi người | ” |
| — Cristina Scuccia, | |   |

### Album và video
Ngày 20 tháng 10 năm 2014, video âm nhạc "Like a Virgin" của Cristina Scuccia được phát hành trên nền tảng Vevo. Đây là đĩa đơn chính trong album đầu tay "Sister Cristina" của nữ tu Cristina được phát hành vào ngày 11 tháng 11 năm 2014. Album bao gồm các diễn giải của sơ về một số bài hát cũng như hai bài hát chưa được phát hành trước đó.
Ngày 18 tháng 12 năm 2014, Scuccia phát hành video âm nhạc thứ hai của mình mang tên "Bless Be Your Name".
Theo Cristina Scuccia, việc doanh thu từ các album của sơ sẽ do nhà dòng quản lý. Nữ tu cho rằng các khoản thu sẽ được dùng cho những công việc từ thiện, để giúp đỡ cộng đồng.

### Sự nghiệp diễn xuất
Năm 2015, Cristina Scuccia được chọn vào vai Chị Mary Robert trong vở nhạc kịch Sister Act của Ý.
Cristina Scuccia đã được hơn 400 đơn vị truyền thông trên khắp thế giới phỏng vấn. Việc một tu sĩ biểu diễn trên sân khấu trước đây thường gây tranh cãi trong giáo hội Thiên chúa giáo, nhưng cho đến nay, sơ Cristina chưa gặp trở ngại nào từ Giáo hội. Sơ ngoài việc được cha mẹ và người thân của ủng hộ còn được các nữ tu khác và nhiều khán giả tới xem và cổ vũ cuồng nhiệt.
Vào ngày 20 tháng 11 năm 2022, trong một cuộc phỏng vấn với truyền hình Ý, cô đã công khai tuyên bố rằng cô không còn là một nữ tu sĩ và muốn cống hiến hết mình cho sự nghiệp âm nhạc của mình.